# Fragaria vesca
La fragola di bosco (Fragaria vesca L., 1753) è una pianta erbacea della famiglia delle Rosacee. Spontanea nei sottoboschi italiani, è coltivata per i suoi frutti: piccole fragole dal profumo molto intenso. Si distingue dalle varietà ibride coltivate di Fragaria per il fatto che il frutto è piccolo e morbido (da cui il nome vesca che in latino significa molle). 

## Etimologia
Secondo alcune fonti, il nome fragaria è indoeuropeo ed è connesso al sanscrito ghra, il cui significato è "fragranza".

## Descrizione

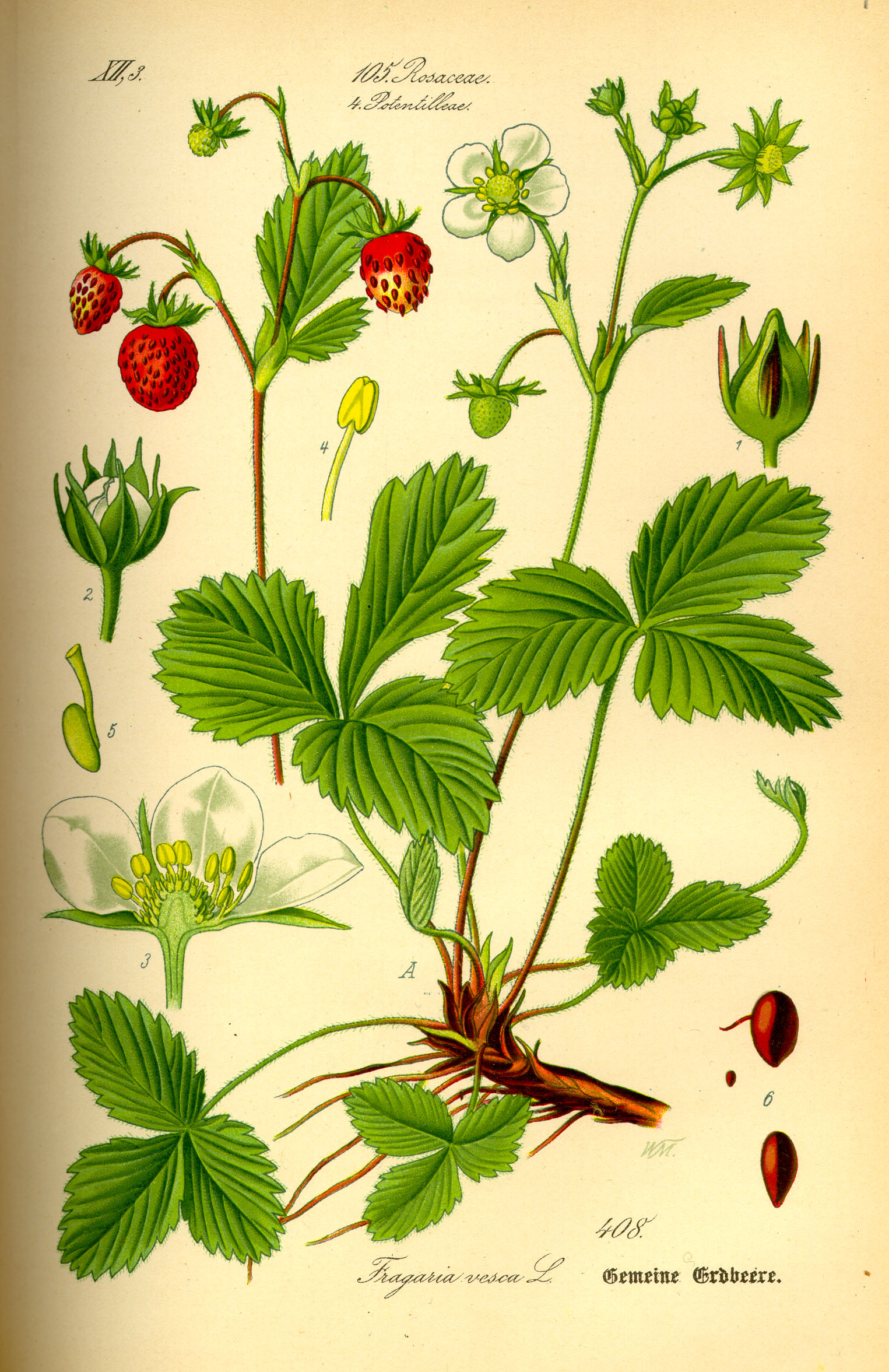
Disegno di Otto Wilhelm Thomé

Le foglie riunite alla base in piccoli ciuffi, sono trifoglie e dentellate. I piccoli fiori bianchi da 4 a 6 petali fioriscono in tutto il periodo da aprile a luglio, talvolta le piante rifioriscono nuovamente in autunno. Il frutto è in realtà un falso-frutto, che sorregge i frutti propriamente detti acheni che sono i semini di cui è cosparsa la superficie.

## Distribuzione e habitat
Si trova in quasi tutto l'emisfero settentrionale (Nord America, Europa e Asia).
Cresce nel sottobosco, in boschi radi, e nelle scarpate e nei prati fino a 1600 m di altezza.

## Coltivazione
Preferisce un suolo fresco, piuttosto acido ed un'esposizione soleggiata o di mezz'ombra.
La riproduzione avviene per moltiplicazione vegetativa agamica.
I frutti possono esser raccolti non prima di 8 mesi dall'impianto. Inoltre sono di difficile conservazione e devono essere consumati o lavorati rapidamente.

## Usi

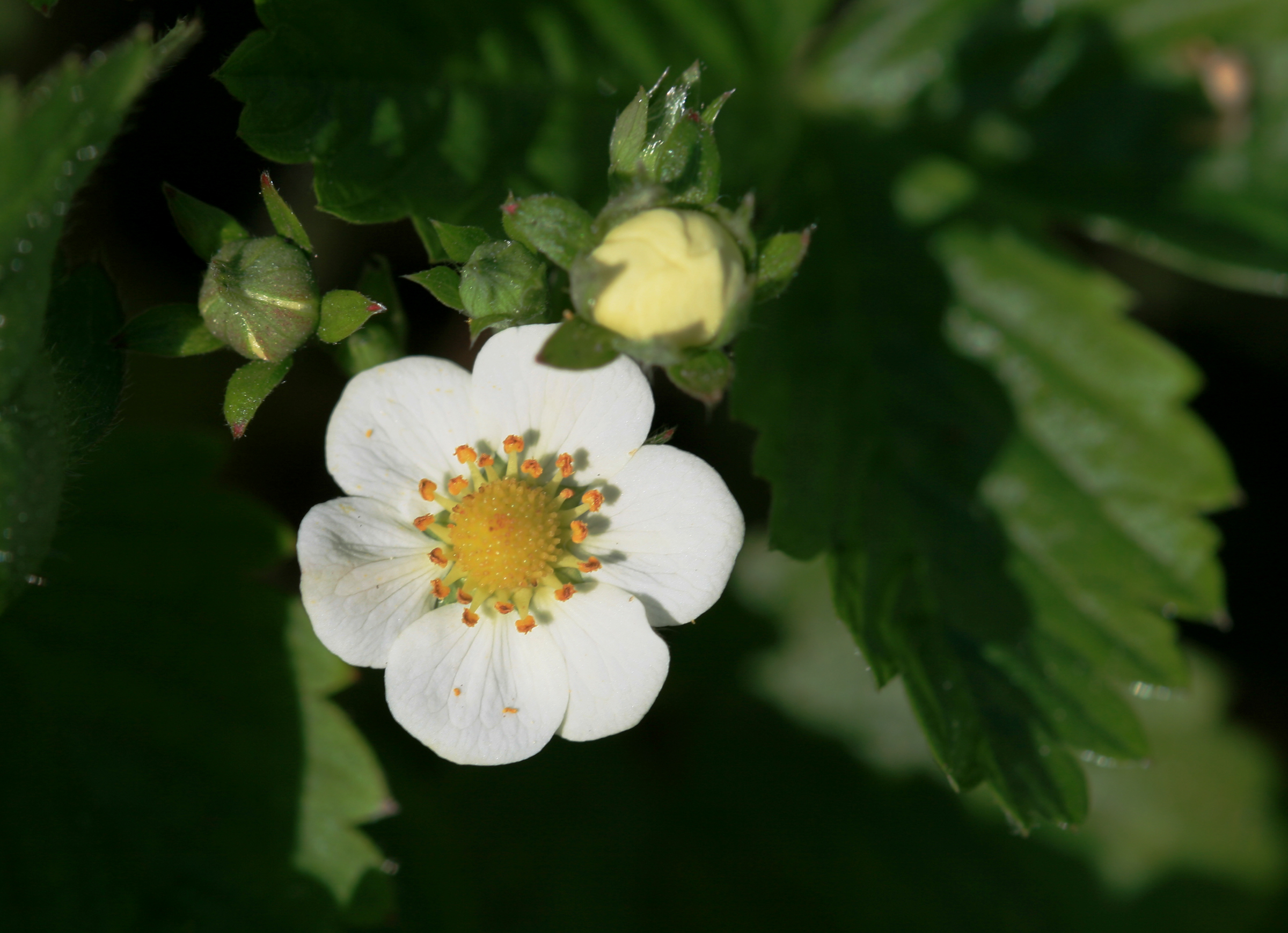
Fiore.

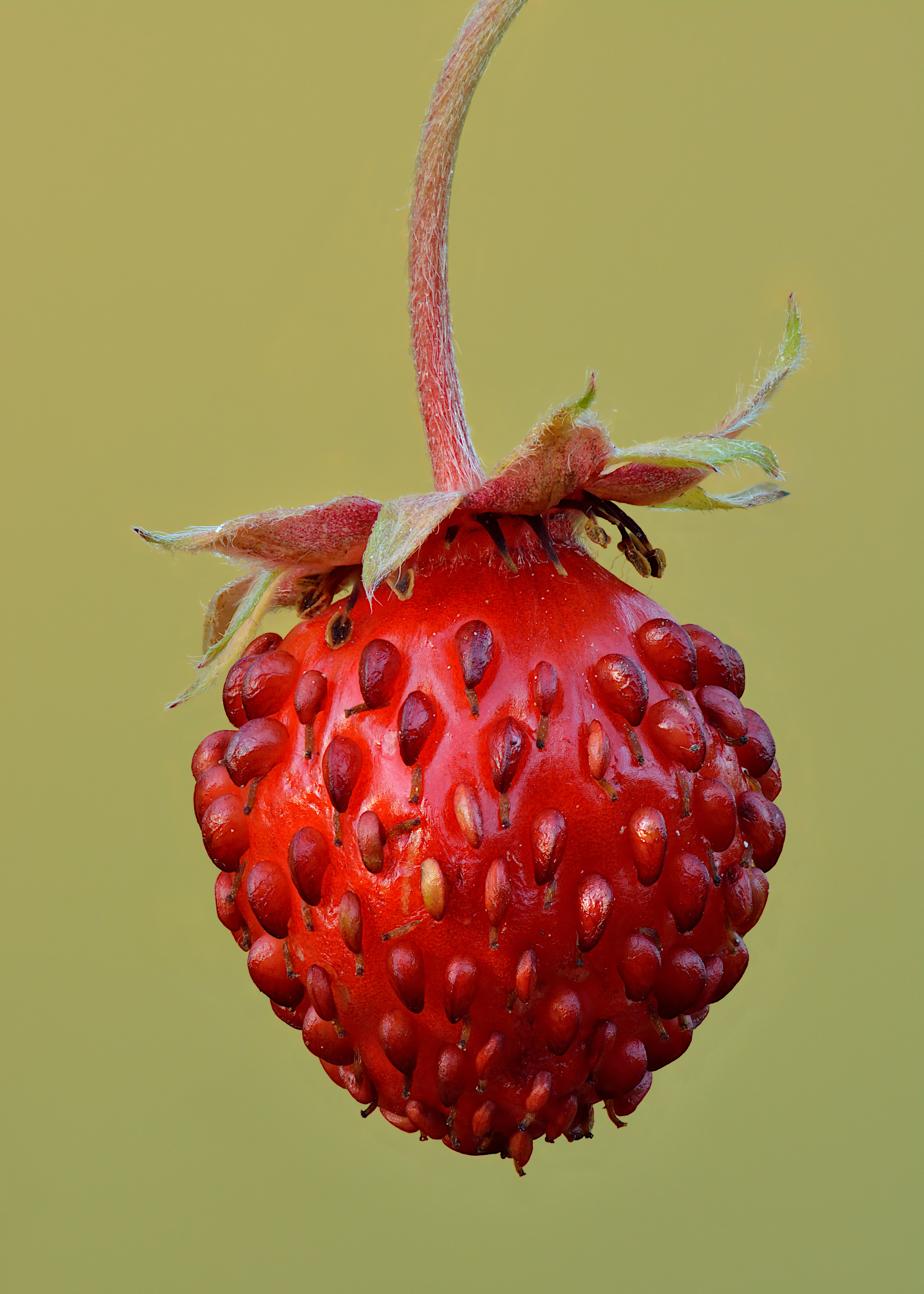
Frutto

Come erba medicinale la fragola di bosco può essere impiegata per alleviare disturbi gastrointestinali.
I principi attivi contenuti nella pianta sono olii essenziali, tannino e flavone.
Contiene buone dosi di vitamina C, di iodio, di ferro, di calcio, di fosforo. Da non sottovalutare la presenza, nel frutto, di acido salicilico. Le sono attribuite proprietà depurative e diuretiche. È indicata nelle infiammazioni del cavo orale.

## Specie simili
Ad uno sguardo superficiale può essere confusa con la "falsa fragola" inodore ed insapore, oltre che diversa per dettagli morfologici e di portamento.